# Fanciulla cigno

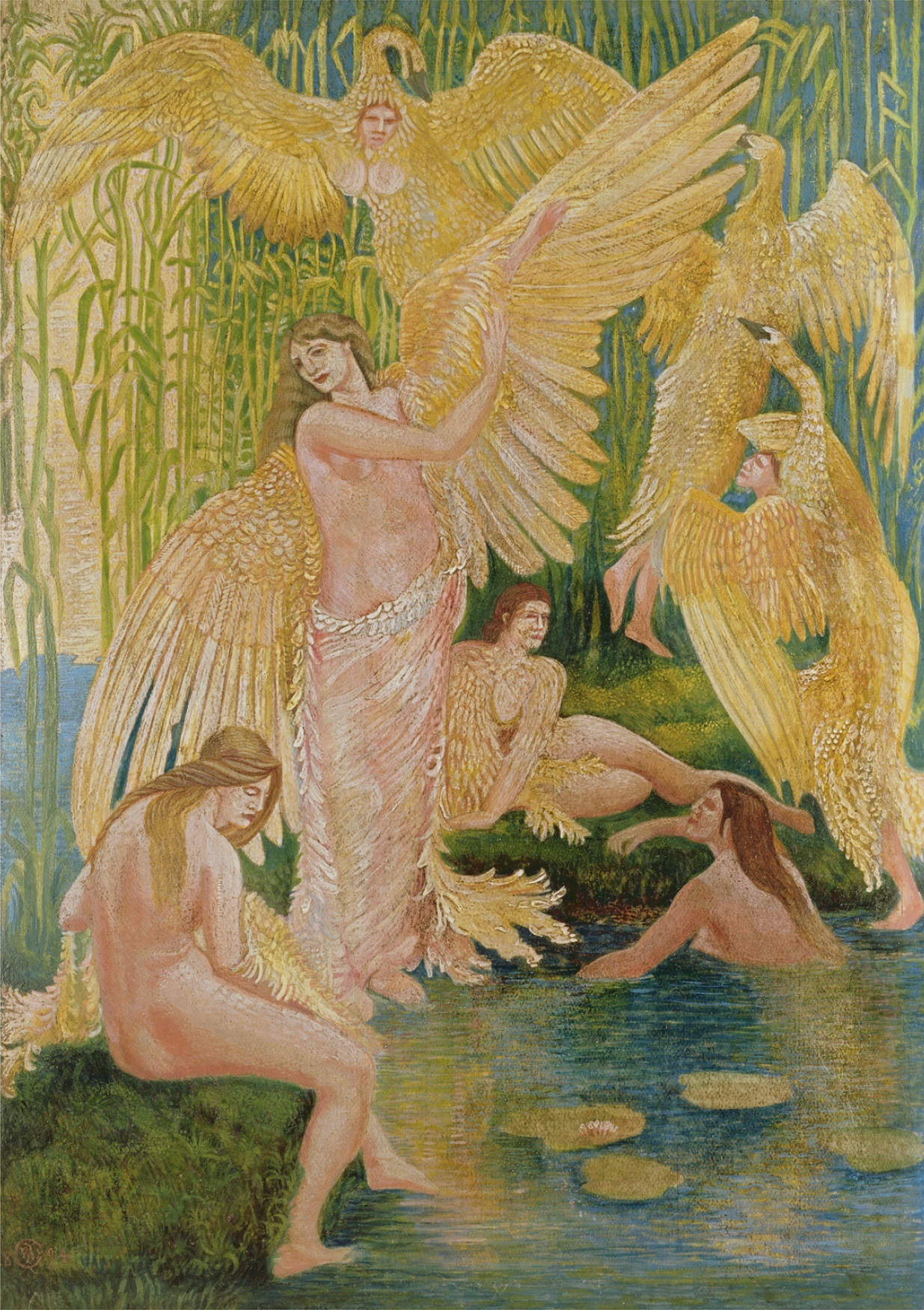
Walter Crane, Le fanciulle cigno, 1894.

La Fanciulla cigno o Vergine cigno è una creatura mitica presente nelle tradizioni di numerose civiltà del mondo la cui caratteristica è di mutare dalla forma umana a quella di cigno.
La chiave per la trasformazione di solito è una pelle di cigno, o un indumento con piume di cigno collegate. Nonostante il nome, in un piccolo numero di leggende si possono trovare anche delle figure maschili. È il numero 400 della classificazione di Aarne-Thompson relativa alla teoria della fiaba.

## Origine
Secondo Julien d'Huy, una tale rappresentazione sarebbe esistita anche nella preistoria Europea e avrebbe avuto una fanciulla di bufalo come eroina. In effetti, questo autore trova la rappresentazione con animali a quattro zampe in Nord America ed Europa, in una zona coincidente con l'area di distribuzione dell'Aplogruppo X. La distribuzione permette di datare la comparsa della rappresentazione tra 30,000 e 40.000 anni fa. Sarebbe stata illustrata sulle pareti pitturate delle "Donne-Bisonte" nella grotta del Pech-Merle..

## Leggenda-tipo
Le fiabe di solito rispettano una trama di base in cui un uomo giovane e non sposato ruba una veste magica fatta di piume di cigno da una fanciulla vergine in modo che lei non volerà via, finendo per sposarla e dargli dei figli. Quando i bambini sono più grandi cantano una canzone in cui il loro padre ha nascosto la veste della loro madre, o ci si chiede perché la madre piange sempre. Viene ritrovato il mantello di piume per lei, oppure essi la tradiscono svelando il segreto. La fanciulla cigno immediatamente prende la sua veste piumata e scompare là da dove proveniva. Anche se lasciare i bambini procurerà sofferenza, lei non li prenderà con sé. Se il marito è successivamente in grado di ritrovarla, si tratta di una ricerca ardua, e spesso l'impossibilità è talmente chiara da fare in modo che non ci prova nemmeno.

## Esempi celebri
La fanciulla cigno è una figura comune nei racconti popolari di tutto il mondo, anche se con numerose variazioni.
Nella fiaba italiana La ragazza colomba la mutazione avviene in colomba. Nelle fiabe russe diversi personaggi sono collegati con la fanciulla-cigno. In Asia orientale esistono numerose leggende di fanciulle che si trasformano in varie specie di uccelli, o altri miti come Il mandriano e la ragazza tessitrice in cui una delle sette sorelle fate viene presa in moglie da un mandriano dopo che lui aveva nascosto le loro vesti; lei diventa sua moglie perché lui la vede nuda, non tanto perché ha preso la sua veste.
Altre mitologie prevedono trasformazioni animali non legate agli uccelli: ci sono le ragazze foca delle isole Orcadi e Shetland, che si alternano tra i pinnipedi e la forma umana. Un racconto croato usa una lupa. In Africa, la stessa rappresentazione si manifesta attraverso fanciulle bufalo.

### Giappone
La figura della fanciulla metà umana e metà uccello è particolarmente forte nella mitologia giapponese sia a livello letterario sia a livello folkloristico, ed è spesso legata ad abiti o tessuti, in particolare a una veste soprannaturale nota come hagoromo (羽衣? "abito di piume") che consente di volare.
A livello letterario, il dramma del teatro Nō intitolato Hagoromo racconta di una ten'nin (spirito celeste) il cui abito di piume è stato rubato e senza il quale non può ritornare in cielo.
A livello folkloristico, è particolarmente celebre la fiaba La ricompensa della gru (鶴の恩返し?, Tsuru no ongaeshi). Un giovane uomo molto povero salva da un cacciatore una bellissima gru della Manciuria, e il giorno dopo si presenta a casa sua una bellissima donna sconosciuta che chiede di sposarlo. La donna passa giorni e notti a tessere di nascosto per produrre con grande fatica splendidi tessuti, che consegna all'uomo perché lui li venda e possa uscire dalla sua miseria. Un giorno però l'uomo spia la donna mentre tesse e scopre che si tratta in realtà della gru che aveva salvato, la quale strappa con dolore le sue proprie piume dal petto per tesserle. Nel momento in cui l'uomo scopre la sua vera identità, la gru vola via.
Ci sono anche un certo numero di storie giapponesi su uomini che sposano kitsune, o spiriti volpe in forma umana (come donne in questi casi), anche se in questi racconti la vera identità della moglie è un segreto anche per suo marito. Lei resta con lui volentieri fino a quando il marito scopre la verità, a quel punto lei lo abbandona.

## Narrativa
La fanciulla cigno è apparsa in numerosi elementi di fiction, a cominciare dal balletto Il lago dei cigni e continuando nei romanzi moderni del genere fantasy come Tre cuori e tre leoni e in televisione come nell'episodio 5 di Astro Boy. Gli uomini cigno appaiono anche nella serie dei Mutaforma della mitologia di Anita Blake - Cacciatrice di vampiri con il nome di Wereswans (cigni mannari), tra cui il licantropo cacciatore di vampiri Kaspar Gunderson. Essi sono anche chiamati cigni di maggio o una famiglia di umanoidi nella fiction fantastica e in Dungeons & Dragons.
Dal balletto Il lago dei cigni sono stati tratti vari adattamenti animati, tra cui la serie di film animati L'incantesimo del lago. Nel libro Fortune's Fool di Mercedes Lackey, una fanciulla cigno di nome Yulya viene rapita in un branco di sei da un Jinn.

### Dungeons e Dragons
Nell'edizione italiana di Dungeons & Dragons il termine usato per questa figura è "dama dei cigni". È possibile che il termine sia stato coniato da un traduttore che non sapeva che in italiano esisteva già un termine corrispondente a swan maiden, ma non si tratta di un caso isolato: si può anche pensare a "flagellatori della mente", traduzione di mind flayer, che è un barbarismo perché il nome derivato dal verbo flageller (flagellare-frustare) è flagellateur (flagellatore-fustigatore), e non flagelleur ("flagellore").